# 田中隆三 (編集者)
田中 隆三（たなか りゅうぞう、1900年2月14日 - 1991年2月22日）は日本の編集者。『鉄道ピクトリアル』を発行する電気車研究会の初代社長であり、元鉄道省職員である。

## 経歴
1900年（明治33年）、三重県伊勢市にて生まれる、山田中学に進んだ。1915年（大正4年）、第一回全国中等学校優勝野球大会（今の夏の甲子園）に選手として出場。1917年（大正6年）、鉄道職員であった父の跡を継ぐ形で鉄道院西部鉄道管理局に入る。
1925年（大正14年）から1928年（昭和3年）まで、鉄道省給費生として山梨高等工業学校（現在の山梨大学）で電気工学を学んだ。卒業後は東京鉄道局運転部を経て水上機関区長、池袋電車区長、尾久検車区長など運転部門の要職を歴任。1949年（昭和24年）に鉄道省を退職。
在職中から電気機関車関係の現場実務者向けの著作をものにし、退職直前の1948年（昭和23年）に電気車研究会を創立（1950年（昭和25年）に株式会社に改組。初代社長に就任）、鉄道職員向けの月刊誌『電気車の科学』を創刊。1951年（昭和26年）6月には戦後初の鉄道趣味月刊誌『鉄道ピクトリアル』を創刊し、自ら編集主幹として編集にあたる。
1983年（昭和58年）5月に社長職を『鉄道ピクトリアル』元編集長の田中勝（同姓だが血縁は一切無し）に引き継ぎ、会長に就任。没後、田中隆三の子息で元日本テレビプロデューサーの田中知己が社長に就任する。
生枠の野球好き、晩年は数少ない夏の甲子園第一回大会出場の存命者としての、球界とマスコミのインタビューもあった。